# Bathydrilus difficilis
Bathydrilus difficilis är en ringmaskart som beskrevs av Erséus och Wang 2005. Bathydrilus difficilis ingår i släktet Bathydrilus och familjen glattmaskar. Inga underarter finns listade i Catalogue of Life.